# 伊陵尸逐就單于
伊陵尸逐就單于（?—172年），挛鞮氏，名居车兒，东汉时南匈奴单于。
147年呼蘭若尸逐就單于去世，居车兒继位。155年，属下且渠伯德等叛汉，为安定属国都尉张奂所平。158年，南匈奴诸部一起叛汉，勾结乌桓、鲜卑扰缘边九郡，被张奂所败，诸部归降。鲜卑屡次南侵，北中郎将张奂认为伊陵尸逐就單于不能统理国事，将其拘禁，上书请求将他废黜，汉桓帝没有同意。诏曰：“《春秋》大居正，居车兒一心向化，何罪而黜！其遣还庭。”166年，以张奂内迁大司农，受鲜卑诱惑，与鲜卑、乌桓同叛汉朝，扰掠汉沿边九郡，听说汉朝启用张奂为护匈奴中郎将来讨，于十二月率众归附。172年，伊陵尸逐就單于去世。

## 文獻
- 《後漢書·南匈奴列傳》

| 前任： 呼蘭若尸逐就單于 | 南匈奴單于 147年─172年 | 繼任： 子屠特若尸逐就單于 |